# Les Diamants de la couronne
Les Diamants de la couronne és una òpera en tres actes composta per Daniel Auber sobre un llibret en francès de Eugène Scribe i Jules-Henri Vernoy de Saint-Georges. S'estrenà a l'Opéra-Comique de París el 6 de març de 1841. A Catalunya s'estrenà el 20 d'octubre de 1866 al Teatre Principal de Barcelona.
L'òpera es va representar a l'Opéra-Comique de París 379 vegades fins al 1889, amb el títol Les diamants de la reine, i va ser reestrenada a Marsella el 20 de març de 1896.
A Catalunya es va estrenar al Teatre Principal de Barcelona el 20 d'octubre de 1866, amb els intèrprets Gasc (Catarina), Chabert (Diana), Alexander (Sandoval) i Decré, entre d'altres.
A Espanya va ser adaptada en forma de sarsuela de tres actes, amb llibret de Francesc Camprodon i Safont i música de Francisco Asenjo Barbieri, que van treballar directament sobre el llibre original de Scribe i Saint-Georges. La sarsuela, anomenada Los diamantes de la Corona, va ser estrenada el 15 de setembre de 1854 al Teatre-Circ de Madrid.

## Personatges
| Rol                      | Tessitura | Estrena, (6 de març de 1841)   |
| ------------------------ | --------- | ------------------------------ |
| Catarina                 | Soprano   | Anna Thillon                   |
| Diana                    | Soprano   | Célestine Darcier              |
| Don Henrique de Sandoval | Tenor     | Joseph-Antoine-Charles Couderc |
| Rebolledo                | Baríton   | François-Louis Henry           |
| Don Sébastien d'Aveyro   | Tenor     | Toussaint-Eugène-Ernest Mocker |
| Comte de Campo Mayor     | Tenor     | Achille Ricquier               |
| Mugnoz                   | Tenor     | Charles-Louis Sainte-Foy       |
| Barbarigo                | Baix      | Louis Palianti                 |

## Argument
La història tracta d'una princesa portuguesa, de nom Catarina, que intriga amb una banda de lladres després que es veu obligada a vendre els diamants de la corona, que donen títol a l'obra.